# 川奇光电科技
川奇光电科技(扬州)有限公司是由永丰余集团旗下的全資子公司元太科技于2002年5月21日在中國扬州成立。

## 产品
公司从事生产销售中小尺寸（10.4寸以下）薄膜电晶体彩色液晶显示面板（TFT-LCD），以及电子纸，产品全部用于外销。其中电子纸产品已获得索尼公司的认证，成为索尼电子书产品全球唯一的供应商。